# Sollevamento pesi alla XXVI Universiade
Le gare di sollevamento pesi alla XXVI Universiade si sono disputate dal 13 al 18 agosto 2011 nella Shenzhen Sports School di Shenzhen.

## Podi

### Uomini
| Evento        | Oro              | Argento                    | Bronzo            |
| fino a 56 kg  | Li Lizhi         | Surahmat bin Suwoto Wijoyo | Tan Chichung      |
| fino a 62 kg  | Eko Yuli Irawan  | Chen Meilong               | Withawat Kritphet |
| fino a 69 kg  | Deni Deni        | Wong Jeong-Sik             | Mohamed Sultan    |
| fino a 77 kg  | Aghasi Aghasyan  | Vjačeslav Lastuchin        | Viktor Charčenko  |
| fino a 85 kg  | Renat Kireev     | Zhang Shichong             | Ryu Jun-Ho        |
| fino a 94 kg  | Andrej Demanov   | Aurimas Didžbalis          | İbrahim Arat      |
| fino a 105 kg | Gennadij Muratov | Mykola Chordičuk           | Aleksej Lovčev    |
| oltre 105 kg  | Mohamed Masoud   | Péter Nagy                 | Oleg Prošak       |

### Donne
| Evento       | Oro                | Argento             | Bronzo                      |
| fino a 48 kg | Xiao Hongyu        | Ryang Chun-Hwa      | Pensiri Laosirikul          |
| fino a 53 kg | Ji Jing            | Hsu Shu-Ching       | Pramsiri Bunphithak         |
| fino a 58 kg | O Jong-Ae          | Luo Liqin           | Patricia Domínguez          |
| fino a 63 kg | Ho Hsiao-Chun      | Kim Yun-Jong        | Seda İnce                   |
| fino a 69 kg | Kang Yue           | Mun Yu-Ra           | Marie-Ève Beauchemin-Nadeau |
| fino a 75 kg | Khanittha Petanang | Li Yang             | Aa Ra-Lee                   |
| oltre 75 kg  | Anastasija Černych | Aleksandra Aborneva | Daryna Hončarova            |

## Medagliere
| Posizione | Paese          |    |    |    | Totale |
| --------- | -------------- | -- | -- | -- | ------ |
| 1         | Cina           | 4  | 4  | 0  | 8      |
| 2         | Russia         | 4  | 1  | 2  | 7      |
| 3         | Indonesia      | 2  | 1  | 0  | 3      |
| 4         | Corea del Nord | 1  | 2  | 0  | 3      |
| 5         | Taipei Cinese  | 1  | 1  | 1  | 3      |
| 6         | Thailandia     | 1  | 0  | 3  | 4      |
| 7         | Egitto         | 1  | 0  | 1  | 2      |
| 8         | Armenia        | 1  | 0  | 0  | 1      |
| 9         | Corea del Sud  | 0  | 2  | 2  | 4      |
| 10        | Ucraina        | 0  | 1  | 2  | 3      |
| 10        | Ungheria       | 0  | 1  | 0  | 1      |
| 10        | Kazakistan     | 0  | 1  | 0  | 1      |
| 10        | Lituania       | 0  | 1  | 0  | 1      |
| 14        | Turchia        | 0  | 0  | 2  | 2      |
| 15        | Canada         | 0  | 0  | 1  | 1      |
| 15        | Messico        | 0  | 0  | 1  | 1      |
| Totale    | Totale         | 15 | 15 | 15 | 45     |